# Shu'ubiyya
Il termine arabo al-Shuʿūbiyya (in arabo الشعوبية‎?) si riferisce a un movimento letterario (e non politico, come alcuni credono), sorto all'interno della Umma, in ambiente non-arabo tra l'VIII e il IX secolo. Esso mirava a fornire una risposta essenzialmente culturale alle pretese arabe di essere la componente islamica migliore, oltre che privilegiata dal fatto che l'ultimo e decisivo profeta (Maometto) fosse stato un arabofono, di pura schiatta araba.

## Terminologia
Il nome del movimento letterario deriva da un passaggio coranico che parla di "nazioni" o "popoli" (shuʿūb). Il versetto 13 della Sūra XLIX è spesso usato dai musulmani per contrastare i pregiudizi e le contese razzistiche tra i differenti popoli e culture.

## Movimenti socio-politico-religiosi
L'uso della parola, nel contesto di un movimento, esisteva già prima del IX secolo. I kharigiti lo impiegavano per estendere il principio dell'uguaglianza tra shuʿūb (popoli) e qabāʾil (tribù) tra i seguaci dell'Islam. Si trattava di una risposta indiretta alle pretese dei Quraysh di godere di privilegi per guidare la Umma, la Comunità dei credenti.

### In Persia
Quando impiegato in riferimento a uno specifico movimento, il termine costituisce una risposta dei Persiani musulmani all'incalzante arabizzazione dell'Islam nel IX e X secolo in Persia. Fu principalmente per salvaguardare la cultura persiana e proteggere l'identità persiana che il movimento prese piede. L'effetto più rimarchevole della Shuʿūbiyya fu la sopravvivenza della lingua persiana, idioma dei Persiani fino al giorno d'oggi. Il movimento non sfociò mai in apostasia o insurrezioni e costituì la base per elaborare compiutamente la concezione islamica riguardante razze e nazioni.
Il movimento facilitò la nascita di una specifica letteratura persiana e di una poesia persiana. Molti appartenenti al movimento non furono solo Persiani, ma Egiziani, Berberi e Siriani il cui sostrato culturale era rimasto aramaico, ed esiste perfino una solidale testimonianza araba al movimento.

### In al-Andalus
Due secoli dopo la fine del movimento della Shuʿūbiyya in Mashreq, si manifestò un altro movimento che veniva dalla Spagna islamica (al-Andalus) e che era controllato dai Muwallad (musulmani iberici). Era in gran parte composto, comprensibilmente, da Berberi, ma comprendeva anche molti gruppi culturali europei, quali i Galiziani, i Franchi, i Calabresi e i Baschi. Un esempio importante di letteratura Shuʿūbī è l'epistola (risala) del poeta andaluso Ibn Gharsiya (Garcia). Secondo l'Encyclopedia of Arabic Literature, tuttavia, questa epistola fu decisamente di scarsa importanza, e i suoi pochi esponenti tendevano a ripetere cliché adottati dal primo Islam.

### Neo-Shuʿūbiyya
Nel 1966, Sami Hanna e G.H. Gardner scrissero l'articolo "Al-Shu‘ubiyah Updated" in The Middle East Journal. Il professore olandese Leonard C. Biegel, nel suo libro del 1972 Minorities in the Middle East: Their significance as political factor in the Arab World, coniò per questo l'espressione Neo-Shu'ubiyah per indicare i moderni tentativi, in atto nel Vicino Oriente non-arabo, di dar vita ad alternative al Nazionalismo arabo, quali l'"Arameismo", l'"Assirianesimo", il nazionalismo curdo, il "Faraonismo" (che affascinò per qualche tempo lo stesso Taha Husayn in Egitto), il "Fenicianesimo" (di Saʿīd ʿAql, ad esempio, e dei "Guardiani del Cedro" di Étienne Saqr in Libano), o il nazionalismo siriano (tipico di Antun Sa'de). In un articolo del 1984, Daniel Dishon e Bruce Maddi-Weitzmann usarono lo stesso neologismo, Neo-Shu'ubiyya.